# Hyssia umbera
Hyssia umbera är en fjärilsart som beskrevs av Dyar 1918. Hyssia umbera ingår i släktet Hyssia och familjen nattflyn. Inga underarter finns listade i Catalogue of Life.